# Hermann Brosig
Hermann Brosig (* 3. April 1906 in Schroppengrund, Österreichisch-Schlesien; † 5. Mai 1994 in Oberstaufen) war ein deutscher Kurarzt und Begründer der Schrothkur in Oberstaufen.

## Leben
Brosig besuchte das Gymnasium in Troppau, studierte dann an der Deutschen Universität Prag Medizin und promovierte 1932. Danach war er am Städtischen Krankenhaus in Jägerndorf tätig.
1936 ließ er sich in Niederlindewiese als Schrothkurarzt nieder. Im Zweiten Weltkrieg diente er als Regimentsarzt auf den Kanalinseln und geriet bei Kriegsende in britische Kriegsgefangenschaft, aus der er 1947 entlassen wurde.
1948 fand er in Oberstaufen seine Familie wieder. Er war nach dem Krieg der einzige noch lebende ausgebildete Schrothkurarzt. Der damalige Leiter des Verkehrsamts und der Bürgermeister konnten ihn davon überzeugen, in Oberstaufen zu praktizieren. Nachdem im ersten Jahr schon 105 Schrothkurgäste nach Oberstaufen gekommen waren, erkannte man im Ort eine Basis für den Fremdenverkehr, holte gezielt aus Niederlindewiese vertriebene schrotherfahrene Sudetendeutsche nach und richtete eine eigene Schrothkurverwaltung ein. Mit der Verleihung des Prädikats „Schrothkurort“ am 30. November 1959 wurde Oberstaufen offiziell als einziger Schrothkurort der Bundesrepublik anerkannt.

## Ehrungen
- 1971: Ehrenbürger von Oberstaufen
- Ehrenring von Oberstaufen
- Ehrenring des Landkreises Oberallgäu
- 1971: Ritter-von-Gerstner-Medaille
- Bundesverdienstkreuz 1. Klasse
- Namensgebung Dr. Hermann-Brosig-Weg, Oberstaufen